# Benthosema fibulatum
Espèce
Benthosema fibulatum est un poisson Myctophiformes de la région Indo-pacifique.

## Référence
- Gilbert & Cramer : Report on the fishes dredged in deep water near the Hawaiian Islands, with descriptions and figures of twenty-three new species. Proceedings of the United States National Museum 19-1114 pp 403-435.